# Kerkerの方法
Kerkerの方法（Kerker method）は、セルフコンシステントな電子状態計算おいて、電荷密度を混合する方法の一つ[1]。パラメーターを適宜設定することにより、単純混合による方法より計算の収束を速くできる。ただし、速くならない場合もある。
この方法での電荷密度混合の表式は、電子状態の計算をセルフコンシステントに進める上で、そのための繰り返し計算におけるn回目の繰り返しでの電荷密度をρ(n)とすると、
{\displaystyle \rho (n+1)=\rho _{\mathrm {in} }(n)+\alpha {|\mathbf {G} |^{2} \over {|\mathbf {G} |^{2}+\lambda ^{2}}}\{\rho _{\mathrm {out} }(n)-\rho _{\mathrm {in} }(n)\}}
となる。Gは逆格子ベクトル、α、λは適当な定数である。電荷密度ρ(n)に付いている添え字in、outは、それぞれn回目の繰り返しでの入力と出力の電荷密度であることを意味している。λ=0の時、上式は、
{\displaystyle \rho (n+1)\,=\rho _{\mathrm {in} }(n)+\alpha \{\rho _{\mathrm {out} }(n)-\rho _{\mathrm {in} }(n)\}=(1-\alpha )\rho _{\mathrm {in} }(n)+\alpha \rho _{\mathrm {out} }(n)}
となり。これは単純混合の表式となっている。定数、α、λは計算が速く収束するような値を選ぶが、それは扱う系や計算条件に依存する。